# Horvátország hadereje
A Horvát Köztársaság fegyveres erői (horvátul: Oružane snage Republike Hrvatske – OSRH) szavatolják. Az alkotmány, a nemzetközi szerződések és a vonatkozó törvények szerint részt vesznek a nemzetközi béketámogató missziókban, válságkezelő műveletekben, humanitárius feladatok ellátásában és egyéb külföldi alkalmazásokban. Fegyveres támadás esetén a nemzetközi szerződések alapján segítséget nyújtanak a szövetséges államoknak. Segítséget nyújtanak a polgári kormányzatnak és egyéb szervezeteknek katasztrófák és balesetek esetén.
2025-ben 17 év után újra bevezetésre kerül a kötelező sorkatonai szolgálat. A 18. évét betöltött férfiak kapnak behívót, majd 2025 őszétől két hónap időtartamú alapkiképzésen vesznek részt. A sorkatonák fizetése havi 1100 euró. Azonban lelkiismereti okokra hivatkozva továbbra is elutasítható marad a fegyverviselés.

## Struktúrája
A haderő struktúráját és létszámát a köztársasági elnök – aki egyben a fegyveres erők főparancsnoka – határozza meg a vezérkari főnök javaslata alapján és a védelmi miniszter egyetértésével.
A vezérkar alárendeltségébe tartozik a Szárazföldi parancsnokság (8934 fő), a Légierő és Légvédelmi Parancsnokság (1579 fő), a Haditengerészeti Parancsnokság (1566 fő), a Támogató Parancsnokság (2337 fő), valamint a „Petar Zrinski” Katonai Főiskola (440 fő). Közvetlen alárendeltségébe tartozik az Elektronikai Felderítőközpont, a Különleges Műveleti Zászlóalj, a Díszelgő és Őrzászlóalj, valamint a Vezérkari Támogatóegység.

### Szárazföldi erők
A szárazföldi erők feladata az ország szuverenitásának és területi integritásának védelme az ország szárazföldi területén, a tengerparton és a szigeteken.
A Szárazföldi Parancsnokság (Károlyváros) jelentősebb alakulatai:
- gépesített gárdadandár (Knin)
- gépesített lövész-gárdadandár (Vinkovce)
- katonairendész-ezred (Ogulin és Károlyváros)
- híradóezred (Károlyváros)
- felderítő zászlóalj (Lučko – Zágráb)
- vegyivédelmi zászlóalj (Dugo Selo)
- Kiképző- és Doktrinális Parancsnokság (Zágráb)
  - gyalogezred (Petrinya)
  - rakéta-tüzérezred (Belovár)
  - műszaki ezred (Károlyváros)
  - logisztikai ezred (Benkovec)
  - Kiképzési és Műveleti Szimulációs Központ (Lučko – Zágráb)
  - Alapkiképző Központ (Jasztrebarszka)
  - Nemzetközi Katonai Műveletek Kiképző Központ (Rakitje – Zágráb) Ünnepi felvonulás

Fegyverzet

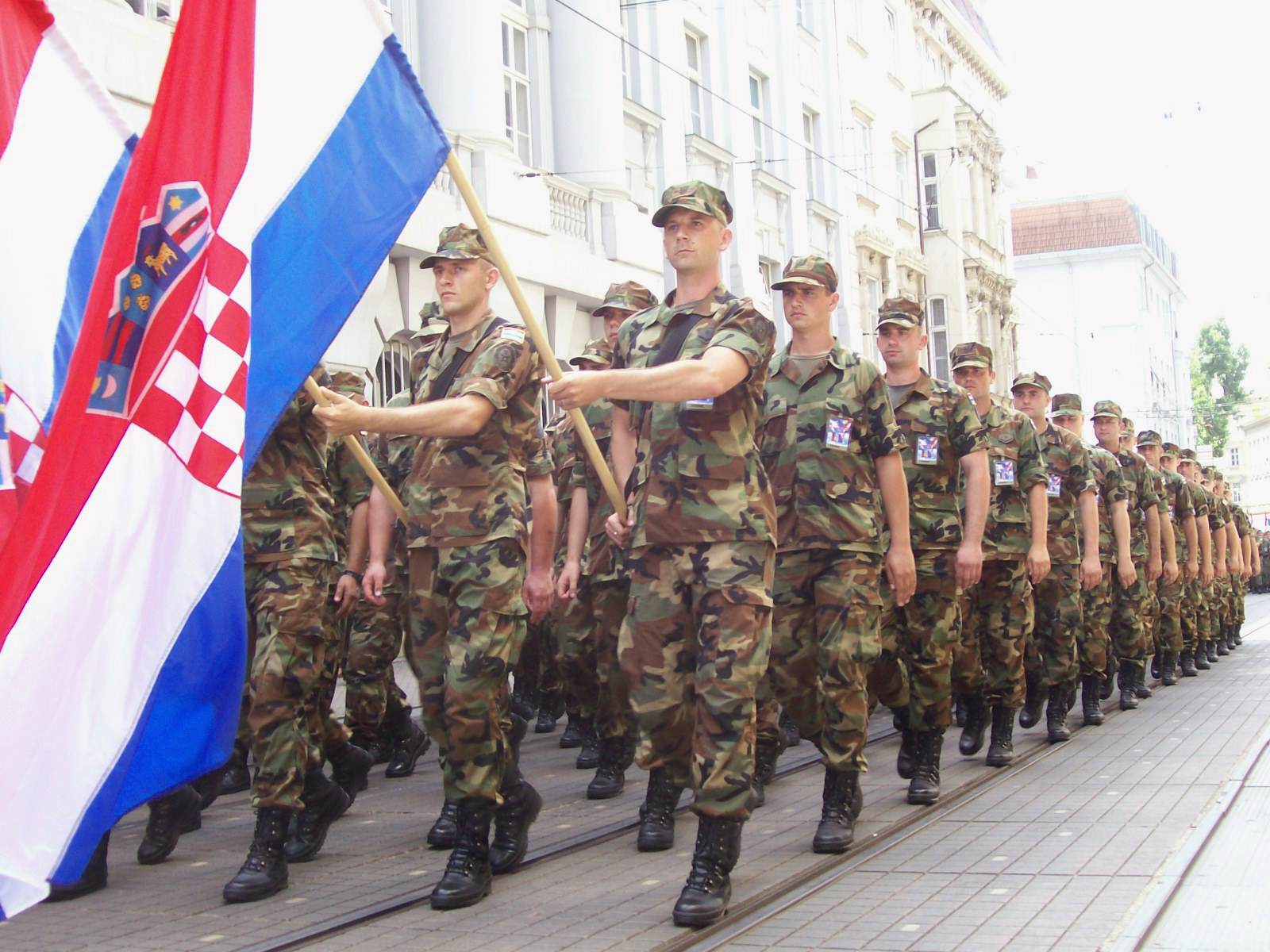
Ünnepi felvonulás

- 269 db harckocsi (2006) (OESC limit:410)
  - 2 db M–95 Degman és M–84D
  - 72 db M–84/ M-84A / M-84A4
  - 3 db T–72 (modernizálva)
  - 192 db T–55
- 244 db páncélozott harcjármű
  - 104 db M-80A (modernizálva)
  - 16 db POLO 9P133 (mindegyik modernizált BVP M-80 verzió)
  - 54 db M-83 POLO (páncélozott harcjármű, ebből 17 db páncéltörős. Iveco-at szeretnének)
  - 25 db (vagy több) LOV-1e) könnyű páncélozott szállító jármű
  - 70 db Iveco LMV (200-250 db lesz)

### Légierő
A légierő és légvédelmi feladata védelmi és támadó műveletekkel az ország légterének védelme, a hazai légi fölény megőrzése, segítségnyújtás a természeti és humán katasztrófák esetén, részvétel mentő-kutató műveletekben. A haderőnem parancsnoksága Zágrábban van.
Alakulatai:
- 91. légibázis (Pleso – Zágráb)
  - 21. vadászrepülő-század
  - 27. szállítórepülő-század
  - 28. szállítóhelikopter-század
  - repülő-javító zászlóalj
- 93. légibázis (Zemunik – Zára)
  - 20. szállítóhelikopter-század
  - 885. tűzoltórepülő-század
  - repülőkiképző-század
  - helikopterkiképző-század
  - repülő-javító zászlóalj
- légtérellenőrző zászlóalj (Zágráb)
- törzsszázad (Zágráb)
- kiképző központ (Zára)

Repülők, helikopterek:
- vadászrepülő:
- 2 század: 4 db MiG-21UM, 8 db MiG–21bis (24 db MiG–21-es volt, de ebből csak ezt a 12-t modernizálják román segítséggel)
- 22 db Pilatus PC–9
- 1 szállító század: An–2, 2 db An–32, CL–145, CL–215
- 19 db Mi–8 helikopter

### Haditengerészet

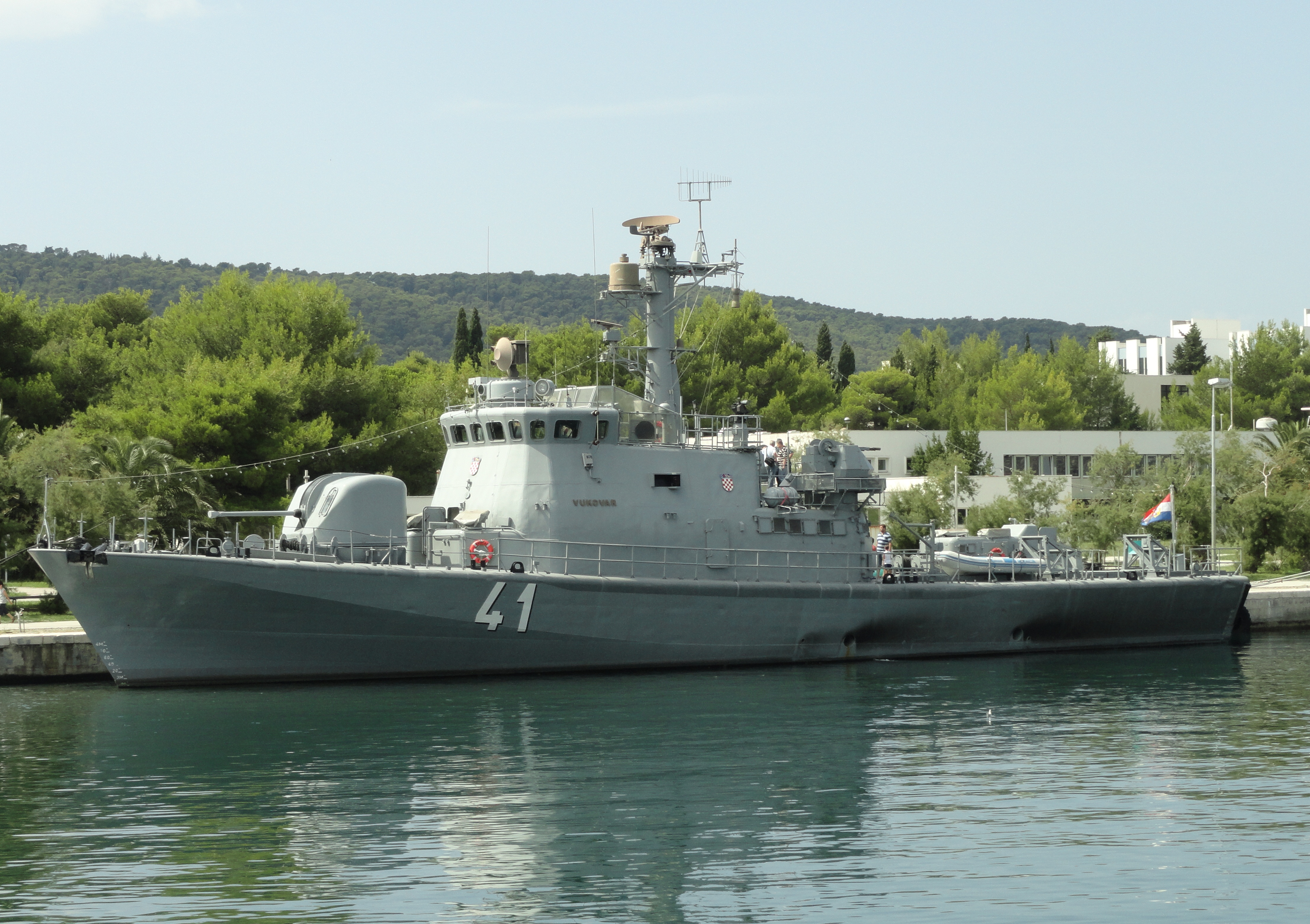
Az RTOP–41 Vukovar naszád

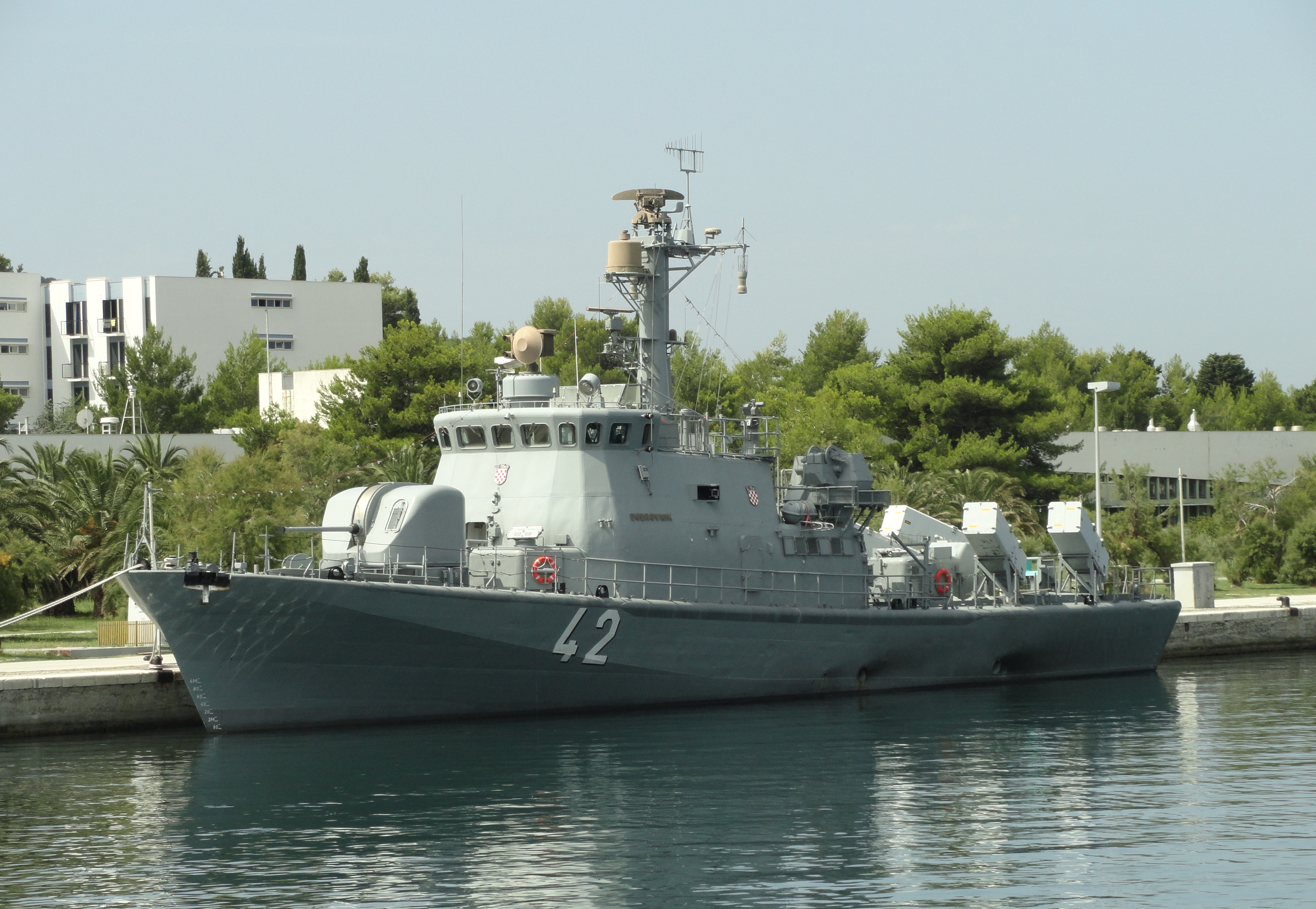
Az RTOP–42 Dubrovnik naszád

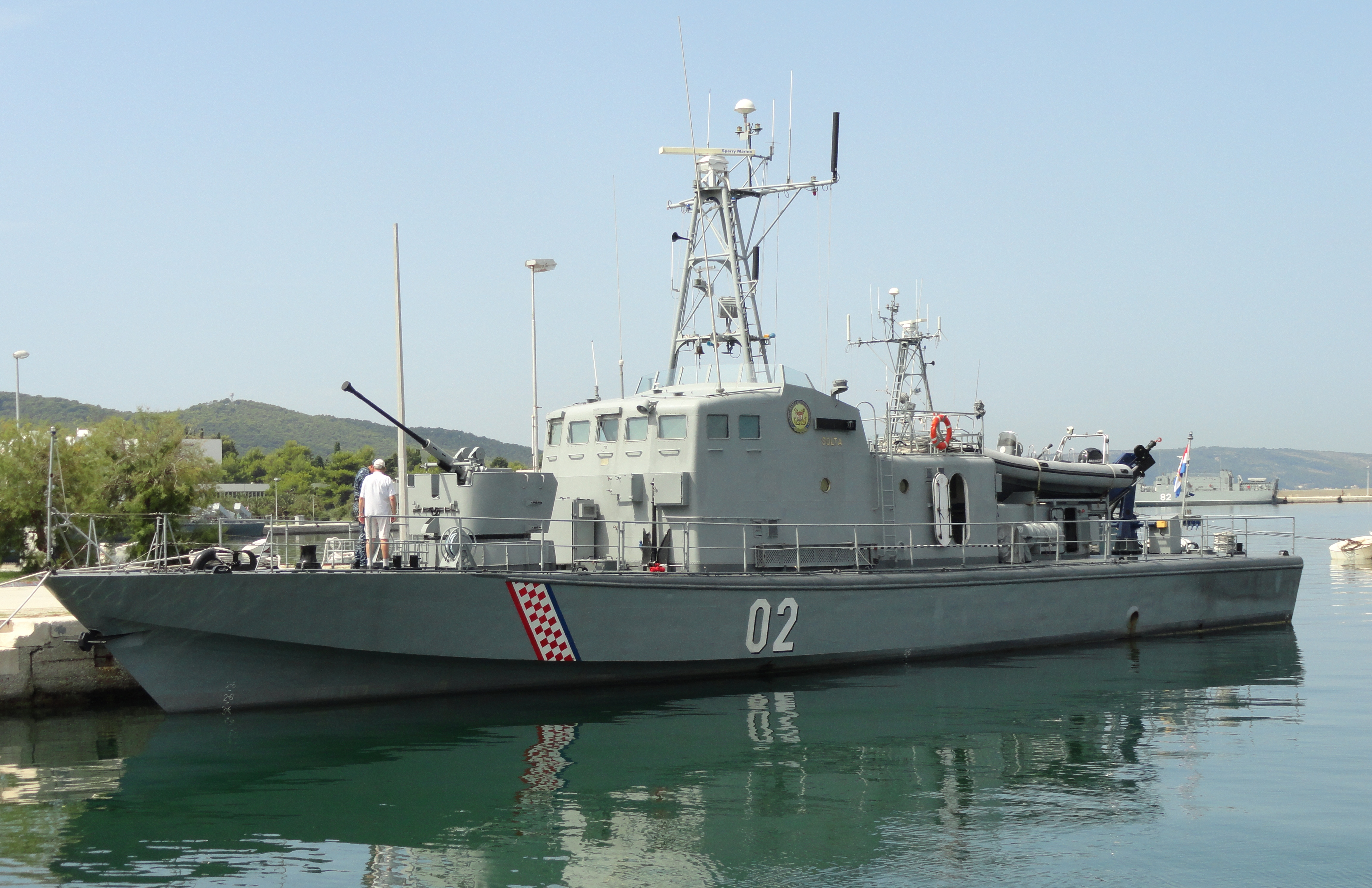
Az OB–02 Šolta járőrhajó

A horvát haditengerészet feladata, hogy állandó készenlétével, a haditechnikai eszközök folyamatos hadrafoghatóságával és a kiképzés magas szinten tartásával elrettentse az esetleges tengeri támadókat. A haderőnem vízi és szárazföldi alegységei ellenőrzik és felügyelik az Adriai-tenger horvát felségvizét, a tengerpartot és a külföldi hadihajók mozgását. A Haditengerészet Parancsnokság Splitben van.
Alakulatai:
- Parti Őrség (Split) – dandárszintű szervezet
  - 1. osztály (Split)
  - 2. osztály (Pula)
- Haditengerészeti Flottilla (Split)
  - Flottaparancsnokság
  - felszíni hajó-osztály
  - támogató osztály
  - aknamentesítő különítmény
- Parti Felderítő, megfigyelő és Ellenőrző Zászlóalj (Split)
- Haditengerészeti Bázis (Split)
  - Északi Haditengerészeti Körzetparancsnokság (Pula)
  - Déli Haditengerészeti Körzetparancsnokság (Ploče)
- „IV. Petar Krešimir” Haditengerészeti Kiképző Központ (Split)
- tengerészgyalogos-zászlóalj (Ploče)
- törzszázad

A haditengerészet fő bázisai tengerparti kikötőkben – úgymint Pula, Šibenik, Split, Ploče –, a kisebb szigeteken (Dugi Otok, Brač, Vis, Lastovo) találhatók.
Haditechnikai eszközök:
- Haditengerészeti Flottilla
  - öt rakétanasszád (RTOP–11 „Kralj Petar Krešimir IV”, RTOP–12 „Kralj Dmitar Zvonimir”, RTOP–41 „Vukovar”, RTOP–42 „Dubrovnik”, RTOP–21 „Šibenik”)
  - két deszant- és aknatelepítő hajó (DBM–81 „Cetina”, DBM–82 „Krka”)
  - egy aknaszedő hajó (LM–51 „Korčula”)
- Parti Őrség
  - négy járőrhajó (OB–01 „Novigrad”, OB–02 „Šolta”, OB–03 „Cavtat”, OB–04 „Hrvatska Kostajnica”)
  - egy kiképző iskolahajó (BŠ–72 „Andrija Mohorovičić”)
  - egy mentőhajó (BS–73 „Faust Vrančić”)
- Haditengerészeti Kiképző Központ
  - két motoros vitorlás (Salona–37 „Katarina Zrinska”, Salona–45 „Kraljica Jelena”)
  - három kiképző csónak
  - négy gumicsónak

## Alapvető adatok
| 1997                         | 1997    | 2002           | 2002    | 2003      | 2003      | 2007      | 2007      | 2013               | 2013    | 2014              | 2014      |
| Katonai költségvetés         |         |                |         |           |           |           |           |                    |         |                   |           |
| összeg                       | GDP %-a | összeg         | GDP %-a | összeg    | GDP %-a   | összeg    | GDP %-a   | összeg             | GDP %-a | összeg            | GDP %-a   |
| 1.1 milliárd USD             | 5%      | 520 millió USD | 2,39%   | n.a.      | 2,2%      | n.a.      | n.a.      | 4,55 milliárd kuna | 1,5%    | 4,5 milliárd kuna | n.a.      |
| A horvát haderő összlétszáma |         |                |         |           |           |           |           |                    |         |                   |           |
| n.a.                         | n.a.    | n.a.           | n.a.    | 30 096 fő | 30 096 fő | 25 000 fő | 25 000 fő | n.a.               | n.a.    | 16 272 fő         | 16 272 fő |